# Clorito de sodio
El clorito de sodio (NaClO2) es un compuesto químico utilizado principalmente en la fabricación de papel.

## Fabricación
El ácido libre, el ácido cloroso, HClO2, solo es estable en concentraciones bajas, por lo que, a nivel comercial, no lo encontraremos como producto puro. No obstante, la sal sódica correspondiente, el clorito sódico, si es estable, por lo que ésta sí existe como producto comercial. En cuanto a las sales correspondientes de metales pesados, tales como (Ag+, Hg+, Tl+, Pb2+ y  Cu2+ y NH4+), estas sufren una descomposición explosiva por calor o golpe.
El clorito sódico se obtiene indirectamente del clorato sódico, NaClO3. En primer lugar, el explosivo (solo a concentraciones superiores al 10% en aire) dióxido de cloro, ClO2 se obtiene por reducción del clorato sódico en una solución ácida fuerte con un agente reductor apropiado (por ejemplo, cloruro sódico, dióxido de azufre, o ácido clorhídrico). El dióxido de cloro, entonces, se absorbe en una solución alcalina y se reduce con el peróxido de hidrógeno, H2O2 en la obtención de clorito de sodio.

## Uso
La principal aplicación de clorito de sodio es la generación de dióxido de cloro para el blanqueo y desmantelamiento de textiles, pulpa y papel. También se utiliza en algunos casos para la obtención de agua potable, en plantas municipales de tratamiento de agua, mediante la generación in situ de dióxido de cloro a partir del clorito de sodio (la técnica más común es generar el dióxido de cloro a partir de sal común, agua y electricidad en un proceso electrolítico y de separación por membrana). 
Una ventaja de esta aplicación, en comparación con el cloro (que ha sido el sistema más comúnmente utilizado hasta ahora), es que genera menos trihalometanos (tales como el cloroformo) al reaccionar con los contaminantes orgánicos que pueda llevar el agua a potabilizar, se estima que la producción de trihalometanos es de cerca del 30% en comparación con el cloro convencional. 
El clorito de sodio, NaClO2 también se usa como componente en enjuagues terapéuticos, colutorios, pastas dentales, geles, aerosoles para boca y también en la disolución para la limpieza de lentes de contacto. También se utiliza para la desinfección de conductos de aire y de HVAC/R y sistemas de las áreas de contención de animales (paredes, pisos, y otras superficies).
En síntesis orgánica, el clorito de sodio se utiliza frecuentemente para la oxidación de aldehídos a ácidos carboxílicos. La reacción se realiza generalmente en un buffer (con fosfato monosódico) en la solución de la presencia de un captador de cloro (generalmente 2-metil-2-buteno).
Recientemente, el clorito de sodio ha sido utilizado como un agente oxidante para convertir los furanos alquilo correspondientes a los 4-oxo-2-ácidos alquenoico en una síntesis simple "one pot".

## Seguridad
El clorito de sodio, igual que muchos agentes oxidantes, puede resultar explosivo y debe mantenerse protegido de la contaminación accidental de otros materiales orgánicos.

## Toxicidad
El clorito de sodio es un fuerte oxidante y por lo tanto, puede esperar que causen los síntomas clínicos similares a los del clorato de sodio, conocido: metahemoglobinemia, hemólisis, insuficiencia renal.  Una dosis de 10-15 gramos de clorato de sodio puede ser letal. La metahemoglobemia se había demostrado en ratas y gatos, y estudios recientes por la EMEA han confirmado que la sintomatología clínica es muy similar a la causada por el clorato de sodio en la rata, el ratón, el conejo y el mono verde.
Solo hay un caso humano en la literatura médica de la intoxicación por clorito de sodio que parece confirmar que la toxicidad es igual a la del clorato de sodio. De la analogía con el clorato de sodio, incluso en pequeñas cantidades de alrededor 1 gramo puede esperarse que cause náuseas, vómito e incluso ponga en peligro la vida por hemólisis en deficiencia de glucosa-6-fosfato deshidrogenasa.
Por el contrario, en concentraciones bajas en sangre de roedores (in vitro) se han se ha observado una reducción de la fragilidad osmótica en los eritrocitos.
La EPA ha establecido un nivel máximo de 1 miligramo de clorito por litro (1 mg/L) en agua potable; considerándose una dosis segura inclusive para pacientes sometidos a diálisis.

## Uso pseudocientífico
Desde hace algunos años, algunos sitios web han promocionado en distintos países la utilización del clorito de sodio como un remedio para el tratamiento de diversas enfermedades, como todos los tipos de cáncer, infecciones por hongos y bacterias, parasitosis, hipertensión y depresión. En los países anglosajones han llamado a esta disolución  Master Mineral Solution o solución mineral maestra en español. Las autoridades sanitarias de muchos países, así como científicos, médicos y asociaciones de pacientes, consideran este producto completamente inútil y peligroso.
En España también se ha extendido esta práctica, a pesar de que en el año 2010 la Agencia del Medicamento obligó la retirada del mercado de este producto. Dado que continúa su promoción y distribución, el gobierno español ha puesto recientemente el tema en manos de la fiscalía, ante la posibilidad de que se trate de un delito contra la salud pública.